# منتخب هولندا تحت 21 سنة لكرة القدم
منتخب هولندا تحت 21 سنة لكرة القدم هو الممثل الرسمي لـ هولندا في بطولات كرة القدم تحت 21 سنة. يشارك الفريق في بطولة أوروبا تحت 21 لكرة القدم التي تقام كل عامين.
بعد إعادة تنظيم مسابقات UEFA للشباب في عام 1976 ، تم تشكيل المنتخب الهولندي لأقل من 21 عامًا. لم يكن لدى الفريق سجل جيد للغاية ، حيث فشل في التأهل لتسع من البطولات الخمسة عشر. ولم يدخل الفريق لبطولة 1978 لكنه وصل منذ ذلك الحين إلى نصف النهائي مرتين ، وتأهل إلى دور الثمانية في ثلاث مناسبات أخرى.
في عام 2006 ، فاز المنتخب الهولندي لكرة القدم تحت 21 سنة المدرب فوبي دي هان ببطولة أوروبا تحت 21 سنة 2006. أصبح كلاس-يان هونتيلار هداف البطولة ولاعب البطولة برصيد أربعة أهداف ، كما حطم الرقم القياسي المسجل في تسجيل الأهداف وهو 15 هدفًا سجله سابقًا روي ماكاي وأرنولد جان بروجينك ، في آخر مباراة له مع الفريق حيث دفع هذا الرقم القياسي، إلى ثمانية عشر هدفًا. في العام التالي ، نجح المنتخب الهولندي لكرة القدم تحت 21 سنة في الدفاع عن لقبه بفوزه ببطولة أوروبا تحت 21 سنة 2007 في المباراة النهائية ضد صربيا بنتيجة 4-1. كان ماسيو ريجترز أفضل هدافي البطولة برصيد أربعة أهداف وكان رويستون درينثي هو أفضل لاعب في البطولة. يعني الفوز أن هولندا تأهلت لدورة الألعاب الأولمبية الصيفية لعام 2008 في بكين. فشل الفريق في التأهل لبطولة أوروبا تحت 21 سنة 2009 ، بعد خسارته أمام سويسرا في مباراته التأهيلية الأخيرة.

## سجل بطولة أوروبا تحت 21 سنة لكرة القدم
| السنة | مرحلة             |
| ----- | ----------------- |
| 1978  | لم تدخل           |
| 1980  | غير مؤهل          |
| 1982  | غير مؤهل          |
| 1984  | غير مؤهل          |
| 1986  | غير مؤهل          |
| 1988  | نصف النهائي       |
| 1990  | مرحلة المجموعات   |
| 1992  | الدور ربع النهائي |
| 1994  | غير مؤهل          |
| 1996  | غير مؤهل          |
| 1998  | المركز الرابع     |
| 2000  | مرحلة المجموعات   |
| 2002  | غير مؤهل          |
| 2004  | غير مؤهل          |
| 2006  | بطل               |
| 2007  | بطل               |
| 2009  | غير مؤهل          |
| 2011  | غير مؤهل          |
| 2013  | نصف النهائي       |
| 2015  | غير مؤهل          |
| 2017  | غير مؤهل          |
| 2019  | غير مؤهل          |